# Dragmatucha
Dragmatucha é um gênero de traça pertencente à família Agonoxenidae.